# Begonia microptera
Espèce
Begonia microptera est une espèce de plantes de la famille des Begoniaceae. Ce bégonia est originaire de Bornéo. L'espèce a été décrite en 1857 par Joseph Dalton Hooker (1817-1911). L'épithète spécifique microptera vient du grec et signifie « petites ailes ».

## Répartition géographique
Cette espèce est originaire du pays suivant : Bornéo.